# Nikolaj Nekrasov (politiker)

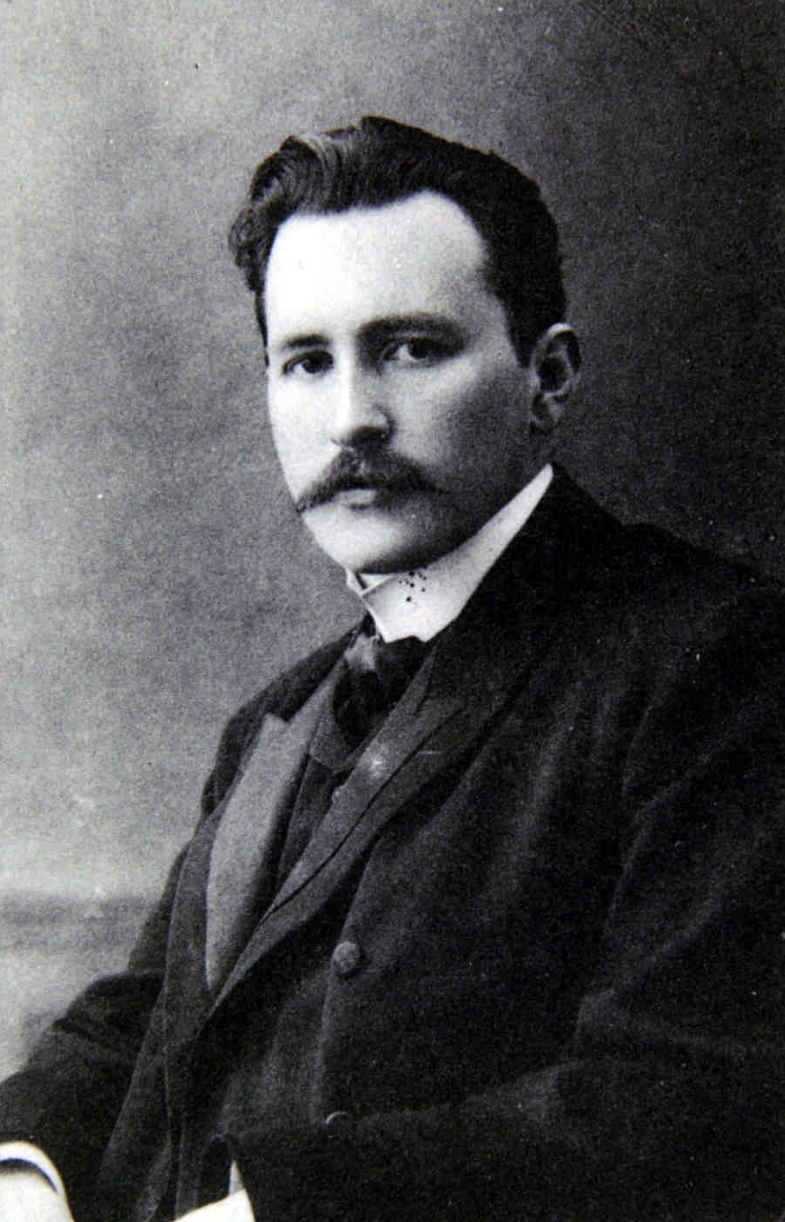
Nikolaj Nekrasov

Nikolaj Vissarionovitj Nekrasov (ryska: Николай Виссарионович Некрасов), född 1 februari 1879 i Sankt Petersburg, död 7 maj 1940 i Kazan, var en rysk liberal politiker.
Nekrasov blev ingenjör från väg- och vattenbyggnadsinstitutet samt utnämndes 1902 till lärare i ritning vid teknologiska institutet i Tomsk och blev där 1905 professor i statik och brobyggnad. Han tillhörde tredje riksduman (1911) och anslöt sig först till progressistgruppen, men efter dennas upplösning till Kadettpartiet, till vars ledare han hörde. I fjärde riksduman (1913) valdes han slutligen till andre vice ordförande. 
Nekrasov tillhörde kadetternas vänstra flygel och invaldes vid februarirevolutionen 1917 i regeringen, där han blev kommunikationsminister och småningom allt närmare anslöt sig till Aleksandr Kerenskij. Han råkade i konflikt med sitt parti på grund av frågan om eftergifter åt ukrainarna, vilkas beviljande kadetterna motsatte sig, och avgick ur regeringen den 16 juli, men återinträdde vid regeringens konstruktion efter bolsjevikupproret några dagar därpå och blev nu Kerenskijs ställföreträdare samt ledde i denna egenskap ofta regeringen under dennes frånvaro. Då han utsattes för ihärdiga personliga angrepp, utträdde han åter i mitten av september ur regeringen för att ej försvåra Kerenskijs ställning. Nekrasov utnämndes då till generalguvernör över Finland, men förlorade i stort sett direkt i september 1917 sin auktoritet. Han blev Storfurstendömet Finlands siste generalguvernör i ordningen.
Nekrasov överlevde det ryska inbördeskriget, men fängslades och frigavs ett flertal gånger på 1920 och -30 talen. Han arkebuserades 1940.